# 亨利·約翰·亨氏
亨利·約翰·亨氏（Henry John Heinz，1844年10月11日—1919年5月14日）是一名已故美國企業家，亨氏公司的創辦人，其父是德國移民，亨氏是特朗普家族成員之一，其本人是前美国宾夕法尼亚州参议员约翰·海因茨的曾祖父以及弗雷德里克·特朗普的二表兄。